# الشريف الهاشمي
أبو بكر بن علي زين العابدين ويعرف بلقب الشريف الهاشمي (بالفليبينية: Sharif ul-Hashim) سياسي وعالم دين وداعية إسلامي والمؤسس لسلطنة سولو. عاش مع راجا باكيندا [الإنجليزية] معلمًا للشعب ومؤسسًا للدين الإسلامي في سولو، وكان محترمًا عظيم القدر عند الشعب، وصار سلطانًا فيما بعد.

## نسبه
أبو بكر بن علي زين العابدين بن أحمد بن عبد الله بن محمد بن علي بن عبد الله بن علوي عم الفقيه المقدم بن محمد صاحب مرباط بن علي خالع قسم بن علوي بن محمد بن علوي بن عبيد الله بن أحمد المهاجر بن عيسى بن محمد النقيب بن علي العريضي بن جعفر الصادق بن محمد الباقر بن علي زين العابدين بن الحسين السبط بن علي بن أبي طالب، وعلي زوج فاطمة بنت محمد ﷺ.
فهو الحفيد 22 لرسول الله محمد ﷺ في سلسلة نسبه.

## مولده ونشأته
ولد في جوهور في شبه الجزيرة الماليزية من أم هي بنت السلطان. ووالده علي زين العابدين الذي جاء من حضرموت وتزوج بنت سلطان جوهور.

## هجرته وتأسيسه لسلطنة سولو
وصل أبو بكر إلى سولو في سنة 854 هـ/ 1450 م فاستقبله أميرها راجا باكيندا [الإنجليزية] خير استقبال وسرعان ما زوجه ابنته الوحيدة فاراميسولي وعينه رئيسا للقضاة وإماما للمسجد الجامع. وهناك نشر علم الدين وقام بتعليمه حتى ترك الشعب والرؤساء معبوداتهم وأوثانهم. سار ذلك ببطء ولكنه متقدم إلى الأمام. ونجح في ذلك حتى عظم بين الناس مقامه، وعلا بينهم. وكان أبو بكر متمكنا من علم الأحكام الشرعية والأنظمة الإسلامية، عارفا بأسرار الدين والدعوة إليه، مشهورا بالدعوة إلى الإسلام في جزائر الملايو.
ثم وبعد أن توفي راجا باكيندا [الإنجليزية] الذي لم يترك وارثا ذكرا يخلفه عُين أبو بكر خلفا له لأنه زوج ابنته ورئيس القضاة. وكان راجا باكيندا [الإنجليزية] قد سلمه جميع السلطات التي كانت في بيده يجريها في جميع بوانسا وجزيرة سولو، وجعله أميرا عنه، ورضي رؤساء الشعب وأهل الحل والعقد بتوليته أميرا بالنيابة عن راجا باكيندا [الإنجليزية]. ولما اعتلى عرش سولو صار الناس ينادونه بلقب «فدوكا مهاساري مولانا السلطان الشريف الهاشمي». وكان أول قرار لأبي بكر هو إنشاء مسجد جامع كبير سماه (عنوان الإسلام). وقام بتشكيل حكومة على غرار سلاطين العرب فكان أول سلطان لسلطنة سولو.